# Nížkovice
Nížkovice (deutsch Nischkowitz) ist eine Gemeinde in Tschechien. Sie liegt sechs Kilometer südlich von Slavkov u Brna und gehört zum Okres Vyškov.

## Geographie

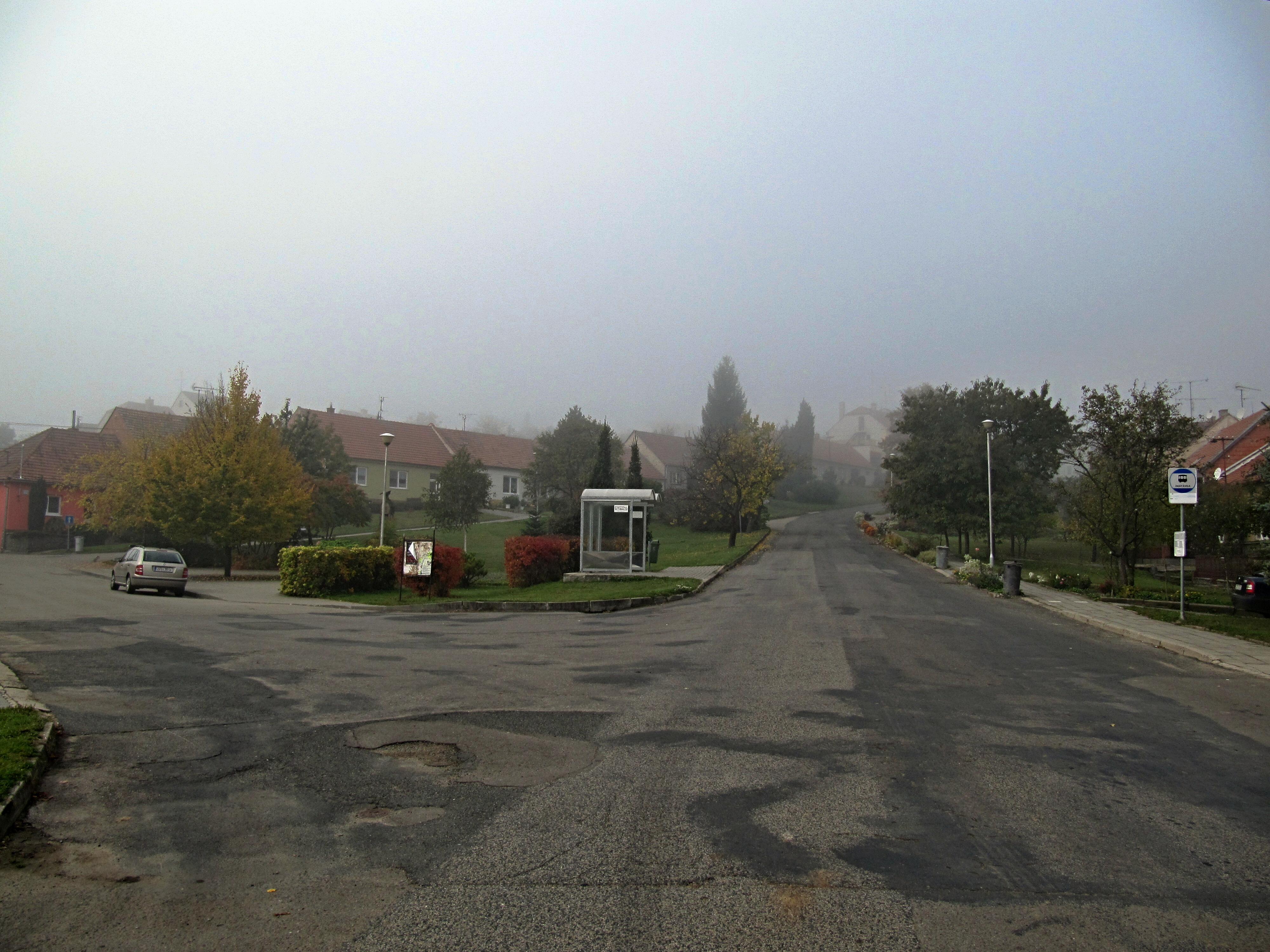
Dorfplatz von Nížkovice

Nížkovice befindet sich am nördlichen Fuße des Ždánický les am Rande des gleichnamigen Naturparks. Das Dorf liegt im Tal des Baches Nížkovický potok. Südlich erhebt sich der Bílý Vlk (Wolfsberg, 381 m). Gegen Südosten befindet sich in den Wäldern die Wüstung des mittelalterlichen Dorfes Konůvky. Durch Nížkovice führt die Staatsstraße I/54 von Slavkov u Brna nach Kyjov. Östlich des Dorfes liegen die Teiche Heršpický rybník und Jalový rybník. Nordwestlich befindet sich ein Sportflugplatz.
Nachbarorte sind Slavkov u Brna und Stará Cihelna im Norden, Heršpice und Rašovice im Nordosten, Jalový Dvůr im Osten, Ždánice und Zdravá Voda im Südosten, U Bílého vlka und Dambořice im Süden, Kobeřice u Brna im Südwesten, Kavriánov und Šaratice im Westen sowie Hrušky und Vážany nad Litavou im Nordwesten.

## Geschichte
Archäologische Funde auf dem Gemeindegebiet belegen eine Besiedlung der Gegend seit der Steinzeit. Bedeutender sind die Funde von Knochengräbern und Resten einer keltischen Siedlung an der Stelle des heutigen Dorfes.
Die erste schriftliche Erwähnung des Dorfes erfolgte im Jahre 1350 als
Besitz der Vladike von Meilitz. Der Deutsche Ritterorden erwarb Nížkovice um 1380 und schlug das Dorf seiner Herrschaft Austerlitz zu. Nach längeren Streitigkeiten mit der Böhmischen Krone nutzte Wenzel IV. nach der Schlacht bei Tannenberg die Schwäche des Ordens, konfiszierte dessen Besitz und verwies den Orden 1411 des Landes. 1422 wurde die Herrschaft Austerlitz in der Landtafel an König Sigismund überschrieben. Im Jahre 1507 erwarben die Grafen Kaunitz die Güter. Die Eintragung des Besitze in der Landtafel erfolgte 1531. Zu Beginn des 17. Jahrhunderts lebten in Nížkovice 62 Untertanen. Das älteste Ortssiegel stammt aus dem Jahre 1593. Während des Dreißigjährigen Krieges verödete Nížkovice. Im Jahre 1656 waren von den 64 Häusern des Dorfes nur 21 bewohnt. Die Herren von Kaunitz förderten die Wiederbesiedlung des größtenteils wüsten Dorfes durch Erteilung von Privilegien. Im Jahre 1734 wurde eine einklassige Dorfschule eingerichtet. Zu den bedeutendsten Besitzern gehörten von 1746 bis 1794 der österreichische Haus-, Hof- und Staatskanzler Wenzel Anton Kaunitz und von 1897 bis 1913 der Stifter des Brünner Kaunitz-Kollegs, Wenzel Robert von Kaunitz. 1812 wurde das alte Schulhaus abgebrochen und durch ein größeres ersetzt. Bis zur Mitte des 19. Jahrhunderts blieb Nížkovice immer nach Austerlitz untertänig. Die Einwohner lebten von der Landwirtschaft oder der Arbeit in den herrschaftlichen Wäldern des Steinitzer Waldes.
Nach der Aufhebung der Patrimonialherrschaften bildete Nížkovice/Nischkowitz ab 1850 eine Gemeinde in der Bezirkshauptmannschaft Wischau. In der nachfolgenden Zeit verdiente sich ein Teil der Bewohner seinen Lebensunterhalt in der Austerlitzer Zuckerfabrik. Daneben entstanden im Dorf Schreinereien und andere kleine Handwerksbetriebe. 1907 wurde in Nížkovice der zweiklassige Unterricht aufgenommen. 1913 erbte nach dem Tode von Wenzel Robert von Kaunitz dessen Bruder Eugen die Güter. Dieser verstarb 1919 und nach über 400-jährigen Besitz der Kaunitzer gingen diese danach an das slowakische Geschlecht Pálffy über. 1948 wurde die Familie Pálffy enteignet und deren Güter verstaatlicht.
Zwischen 1949 und 1960 gehörte die Gemeinde zum Okres Slavkov und kam nach dessen Aufhebung zum Okres Vyškov zurück. 1964 wurde Nížkovice mit Heršpice zur Gemeinde Nížkovice-Heršpice zusammengelegt. Diese löste sich 1990 wieder auf. Seit 2001 führt die Gemeinde Nížkovice ein Wappen und Banner.

## Gemeindegliederung
Für die Gemeinde Nížkovice sind keine Ortsteile ausgewiesen.

## Sehenswürdigkeiten

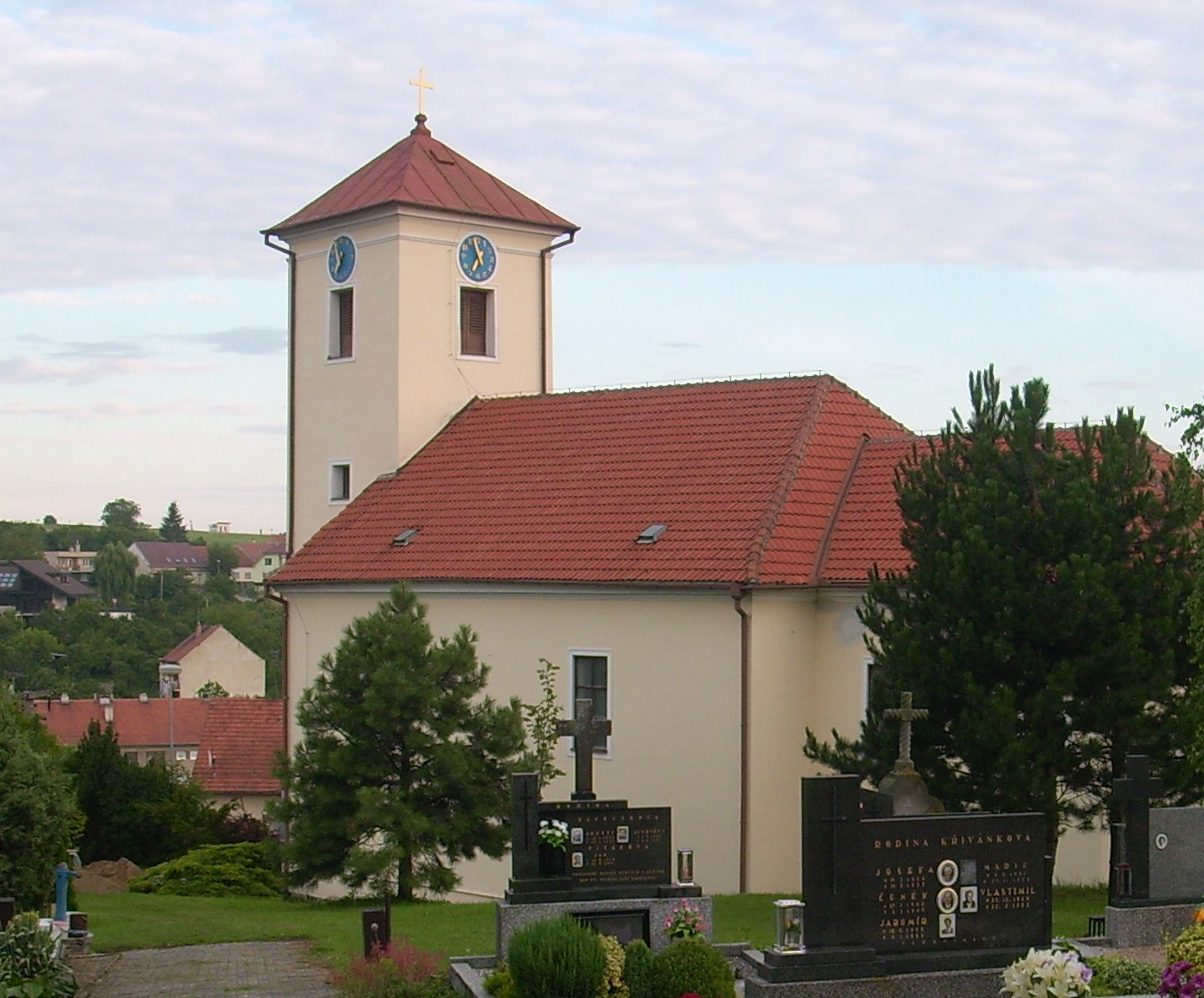
Kirche der hl. Kunigunde

- Pfarrkirche der hl. Kunigunde, errichtet 1927 bis 1928 an Stelle eines Vorgängerbaus
- barocke Statue des hl. Johannes von Nepomuk, geschaffen vor 1750
- Statue des hl. Hubertus, im Tal der Buchlová südöstlich des Dorfes
- Denkmal für die Opfer des Ersten Weltkrieges
- Denkmal für die Opfer des Zweiten Weltkrieges
- Naturreservat Jalový dvůr mit Teich Heršpický rybník und angrenzendem Hang, östlich des Dorfes im Tal des Baches Křižanovický potok
- Naturpark Ždánický les
- Nížkovicer Allee, nordwestlich des Ortes entlang der Staatsstraße